# 雷峰塔奇传
- 關於位于杭州西湖南岸的古塔，請見「雷峰塔」。
- 關於張愛玲的英文小說，請見「雷峰塔 (小说)」。

《雷峰塔奇传》是根据清代雍乾时期编撰的传奇故事《雷峰塔》与民间传说《白蛇传》而改编的清代四部神魔小说之一。是由托名为玉山主人或玉花堂主人的清代文人校订而成的章回中篇小说。全五卷十三回，题字“清·玉花堂主人校订”。

## 解说
该作的原版为嘉庆十一年（1806年）写刻的“姑苏原本”，内封题为《新本白蛇精记雷峰塔》，目录书题为《新编雷峰塔奇传》，序称为《雷峰梦史》。后期的版本中有全福堂写刻本、益和堂刊本、经国堂写刻本、光绪十九年水竹居士石印本、上海广益书局铅印本等，而各版本的书名或标题都是不一样的，比如《增像义妖全传图咏》、《白娘子出世》等。该书的内容是在话本与戏曲唱本的基础上重新修改而成，参照冯梦龙编著的《警世通言之白娘子永镇雷峰塔》爱情的悲剧结尾转化为大团圆的结局，以白娘子被永镇雷峰塔下作了完结而改写有后续的故事。
上海古籍出版社也根据嘉庆十一年刊本影印了此书，收录在《古本小说集成》中。春风文艺出版社于1997年也根据嘉庆十一年刊本点校此书，收录在《古代珍稀本小说续》中。巴蜀书社等联合出版的《神怪小说大系》中也收录此书。2004年由岳麓书社出版的《白蛇全传》第一版中也收录了此书的内容。
方成培的《雷峰塔傳奇》、彈詞的《義妖傳》以及江荫香托名为梦花馆主的《白蛇传前后集》都是继此书之后的文献作品。 

## 各回章节
- 雷峰塔奇传·前言
- 第一回 谋生计娇容托弟 思尘界白蛇降凡
- 第二回 游西湖喜逢二美 配姑苏获罪三千
- 第三回 吴员外见书保友 白珍娘旅店成亲
- 第四回 白珍娘吕庙斗法 许汉文惊蛇陨命
- 第五回 冒百险瑶池盗丹 决双胎府堂议症
- 第六回 狠郎中设计赛宝 慈太守怀情拟轻
- 第七回 巧珍娘镇江卖药 痴汉文长街认妻
- 第八回 染相思徐乾求计
- 第九回 游金山法海示妖
- 第十回 淹金山二蛇斗法 叠木桥两怪叙情
- 第十一回 怒狠狠茅道下山 喜孜孜文星降世
- 第十二回 法海师奉佛收妖 观世音化道治病
- 第十三回 标黄榜名震金街 结花烛一家完聚

## 圖集

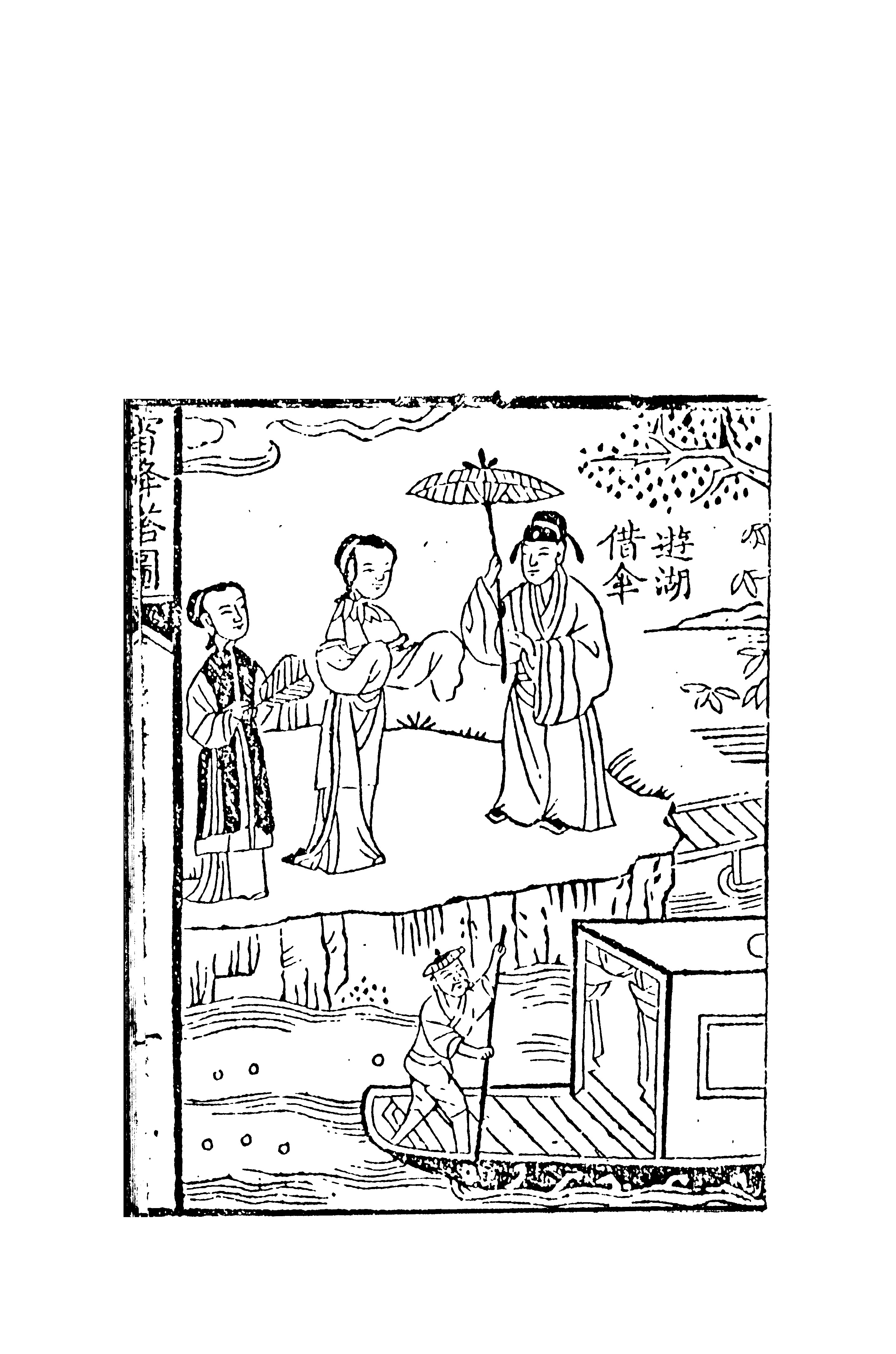
遊湖借傘
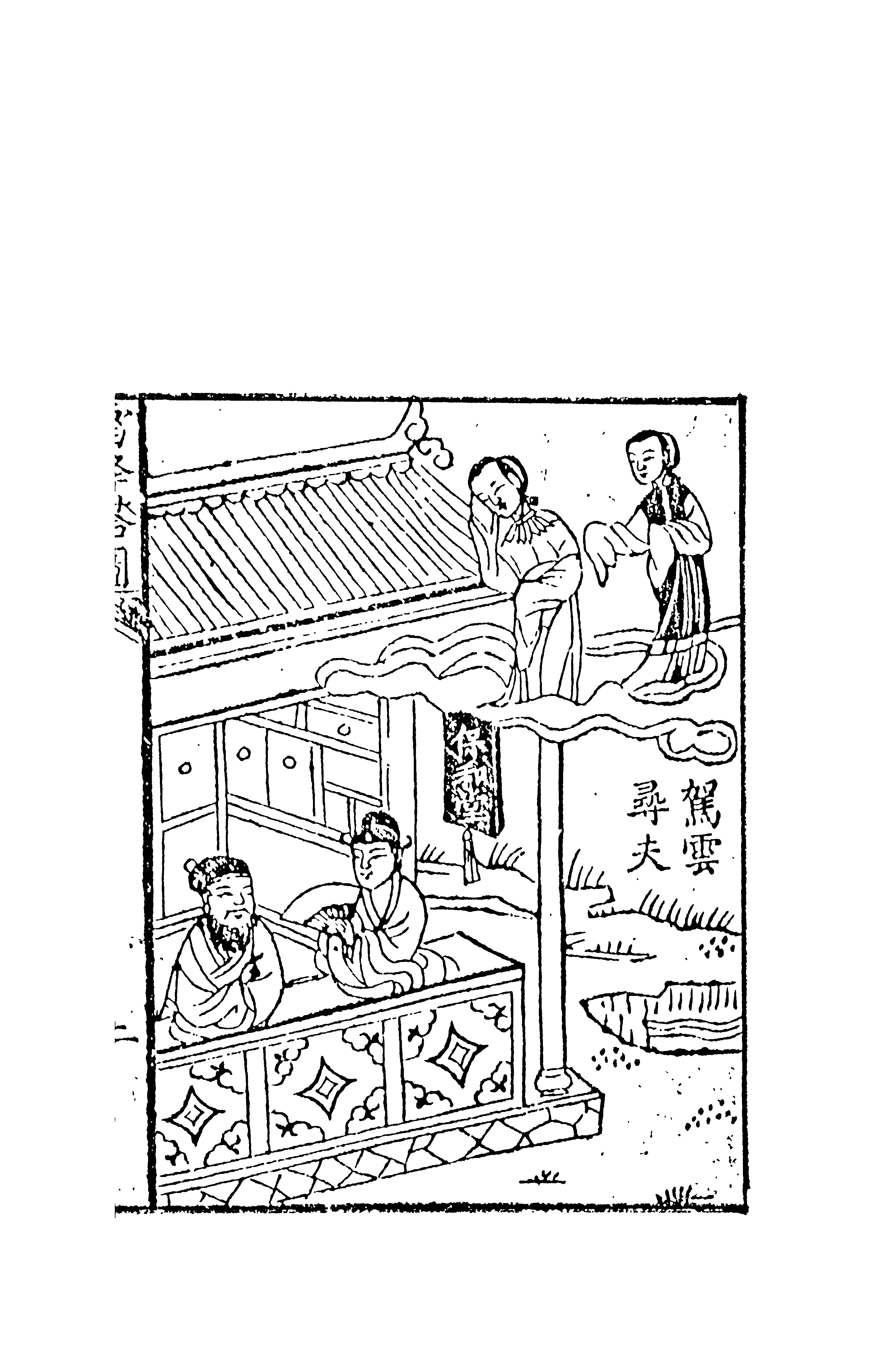
駕雲尋夫
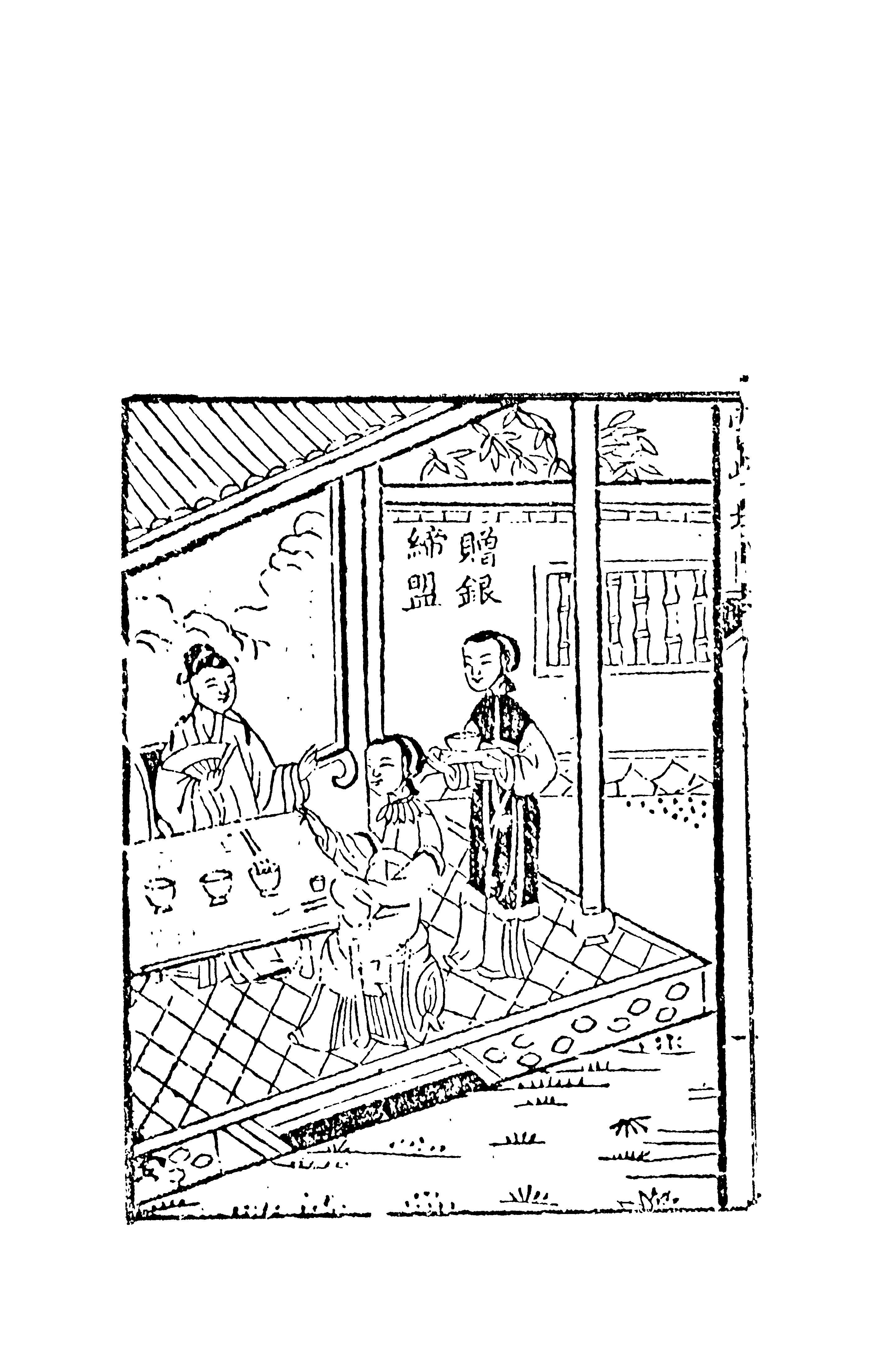
贈銀締盟
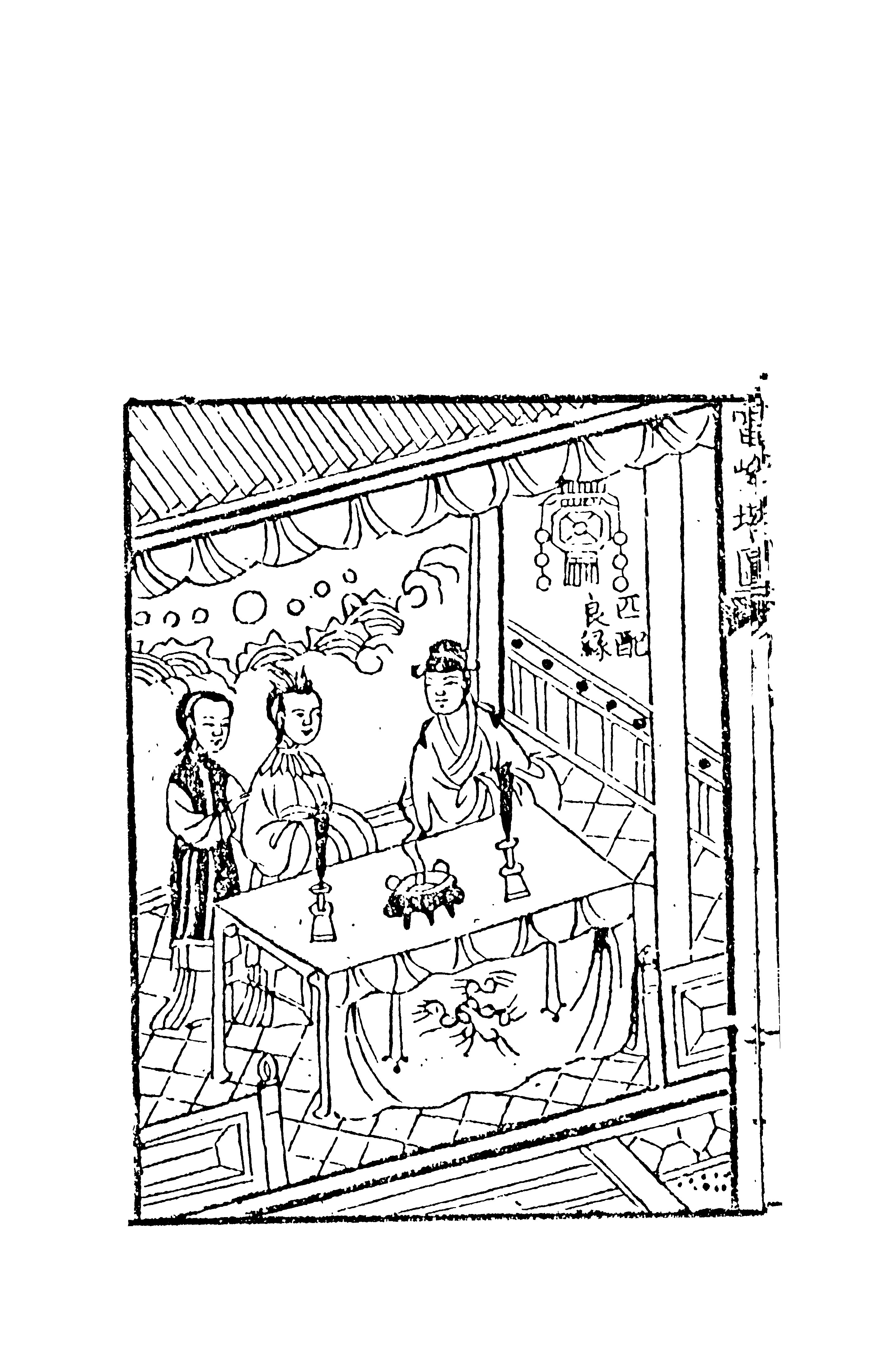
匹配良緣
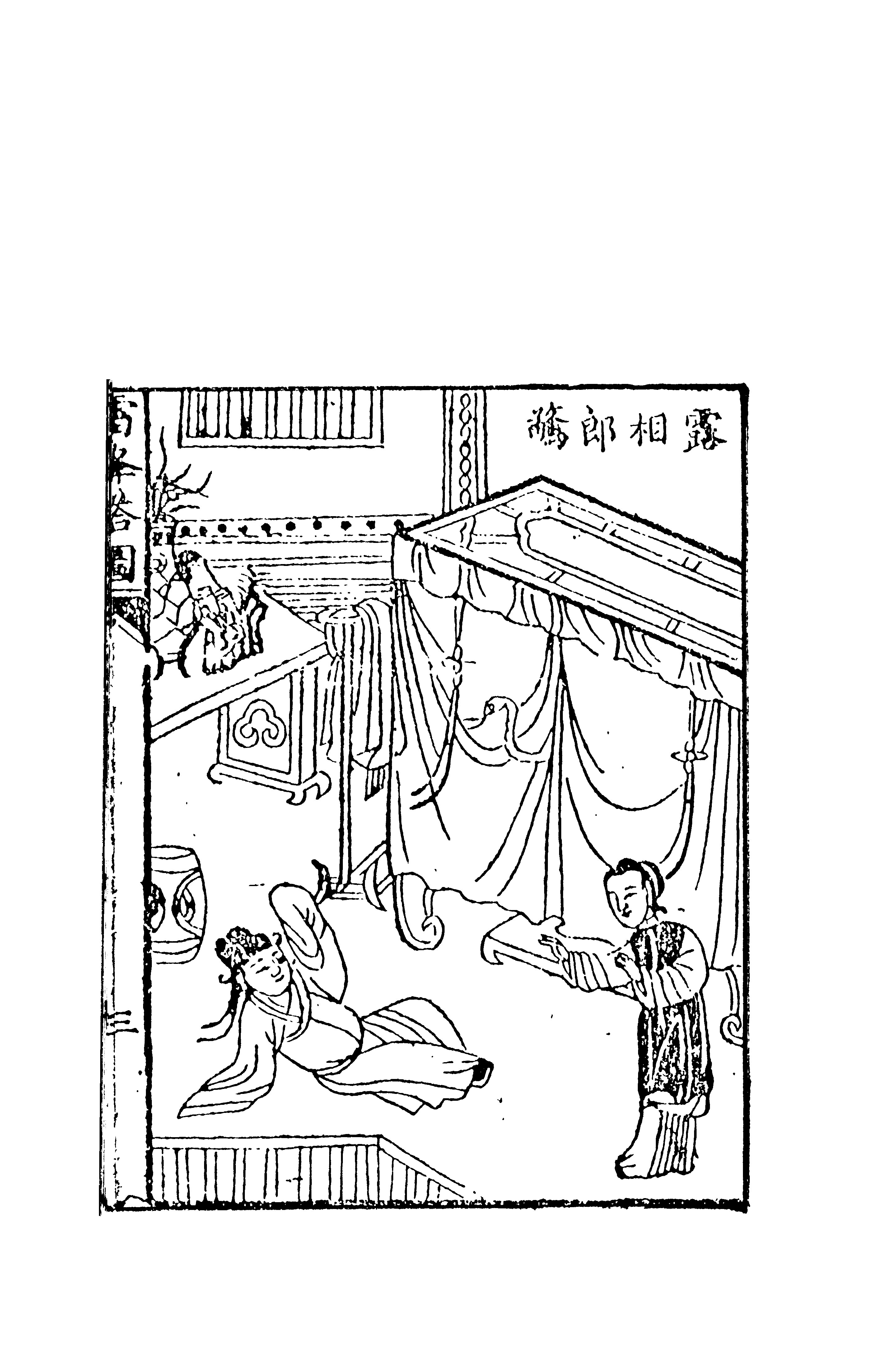
露相郎驚
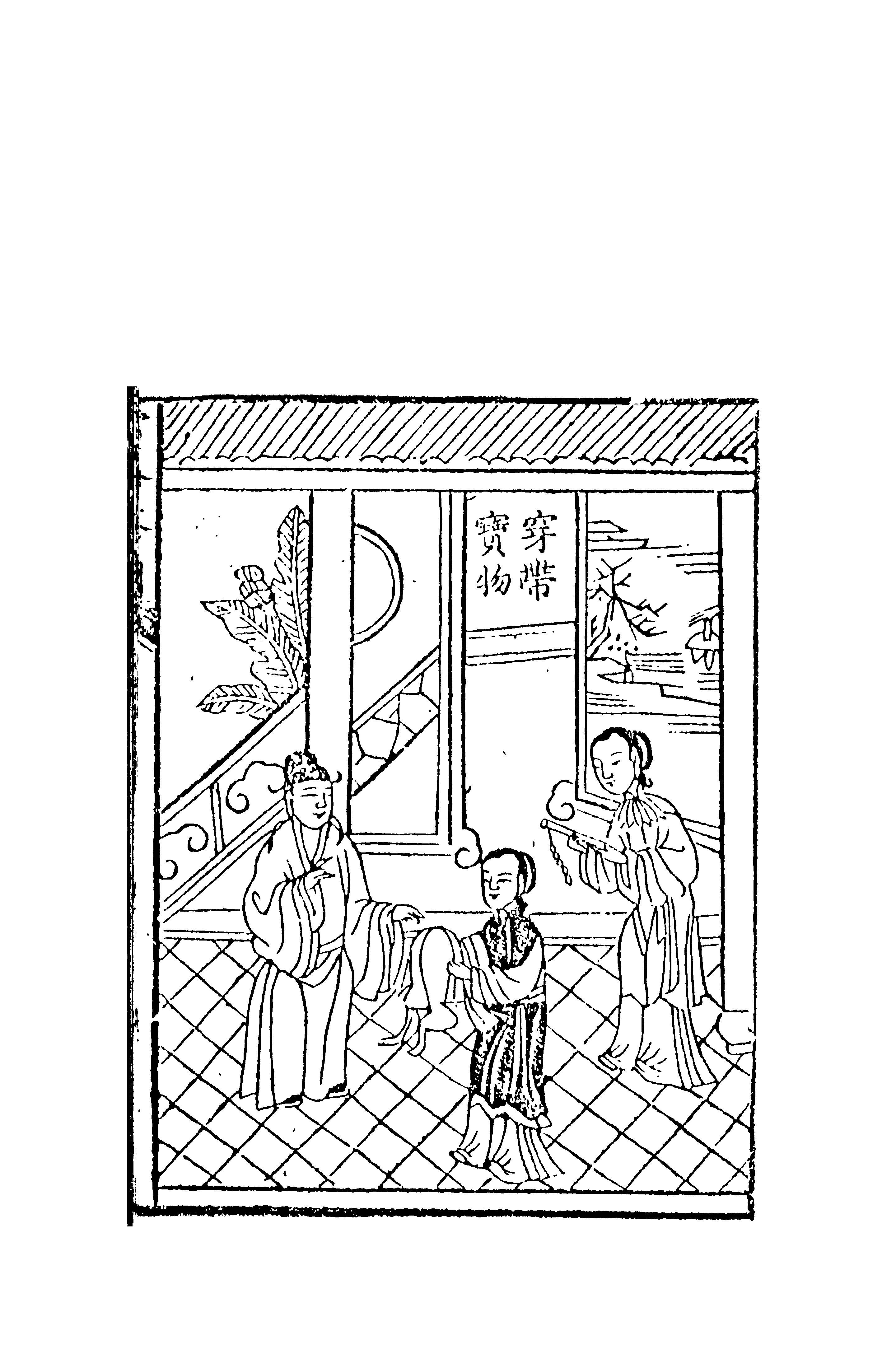
穿帶寶物
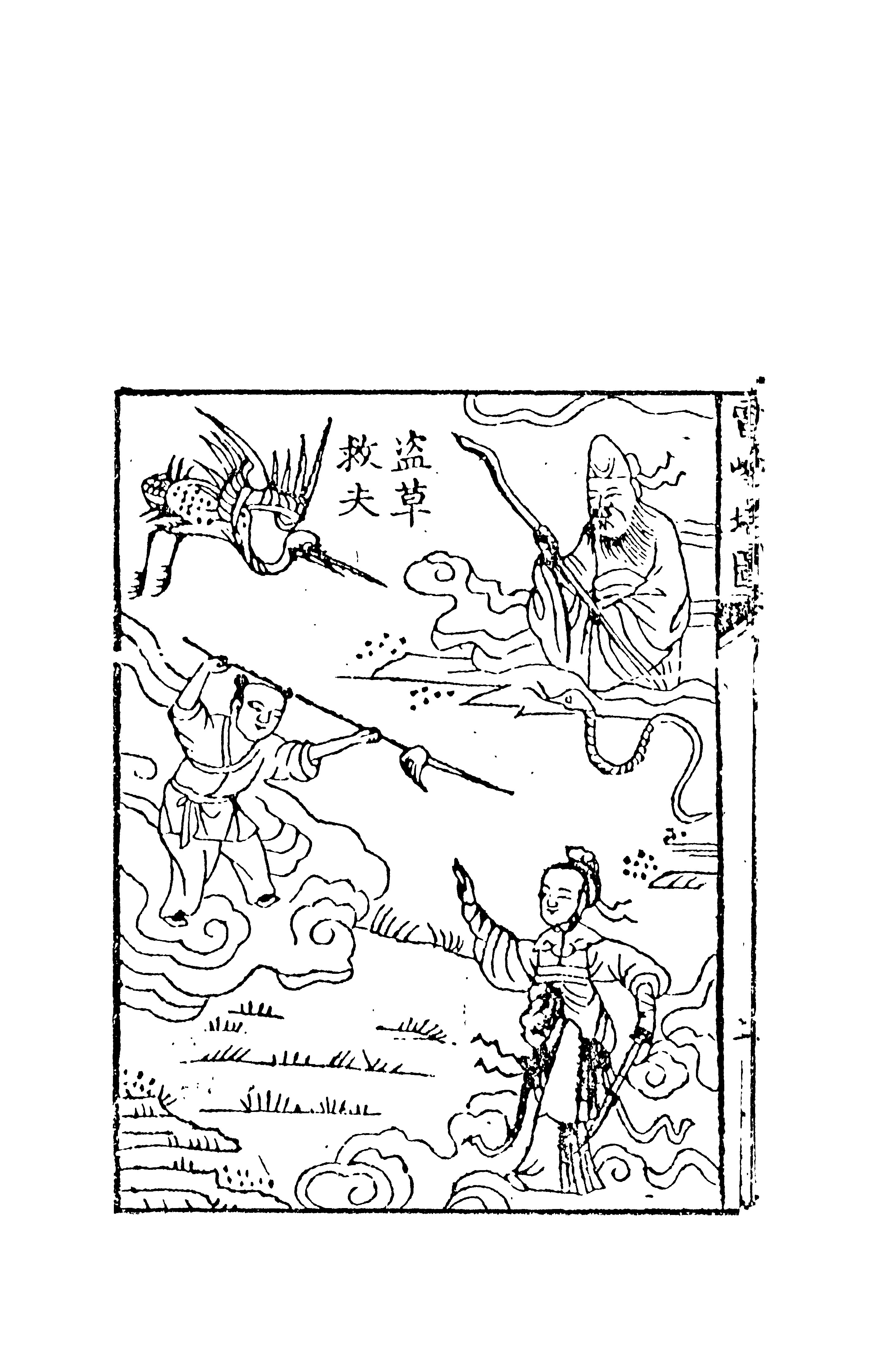
盜草救夫
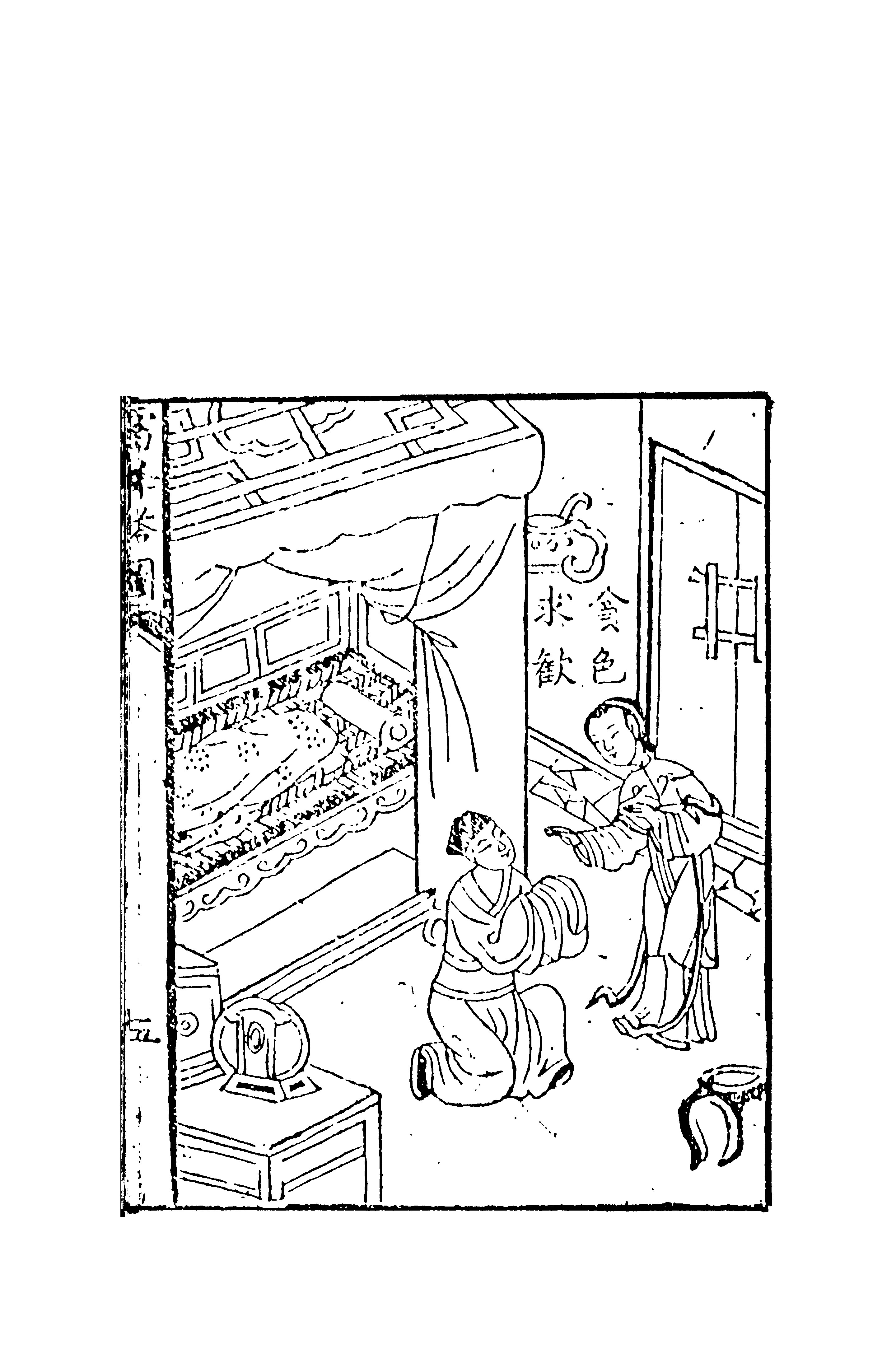
貪色求歡
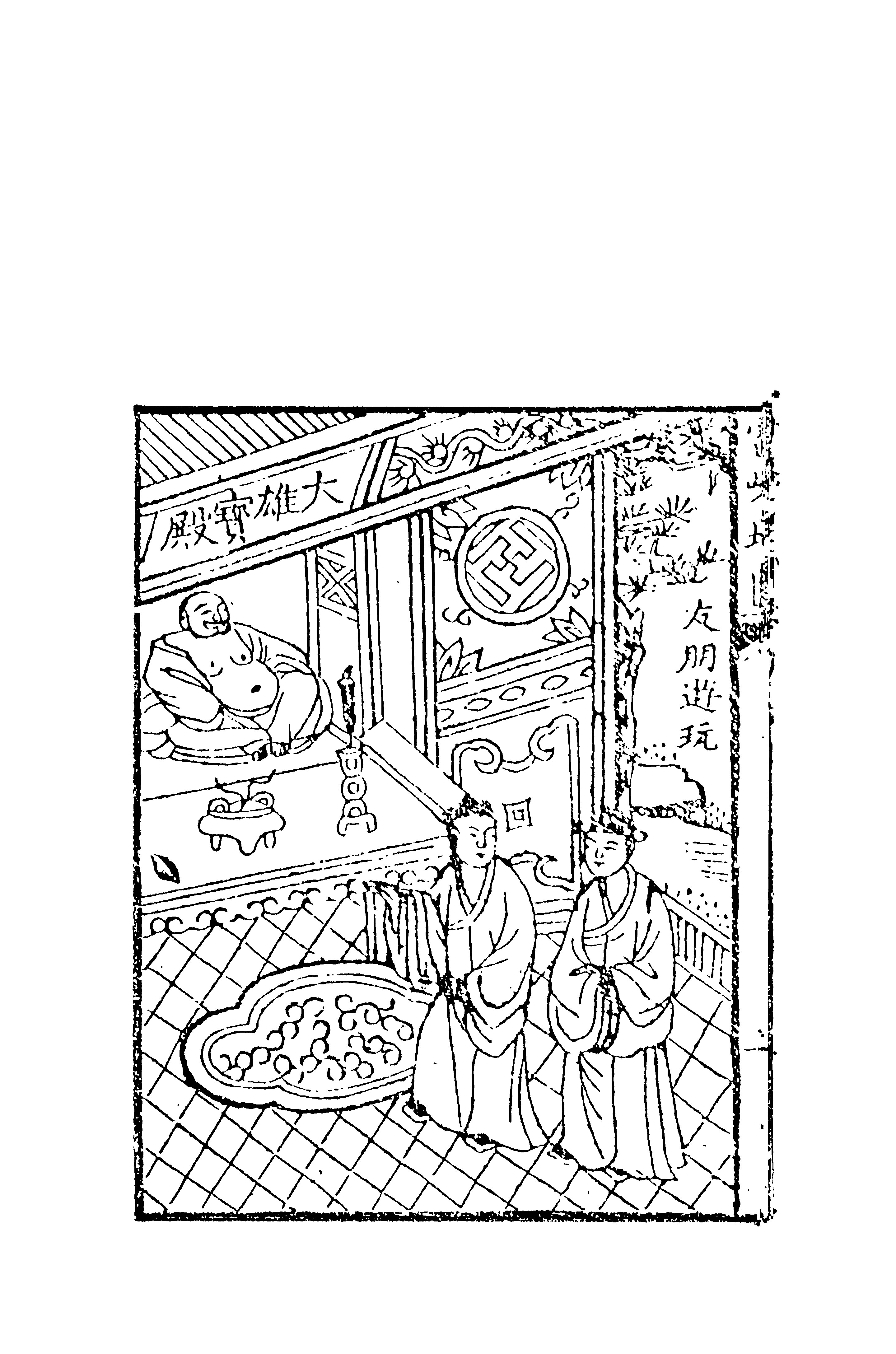
友朋遊玩
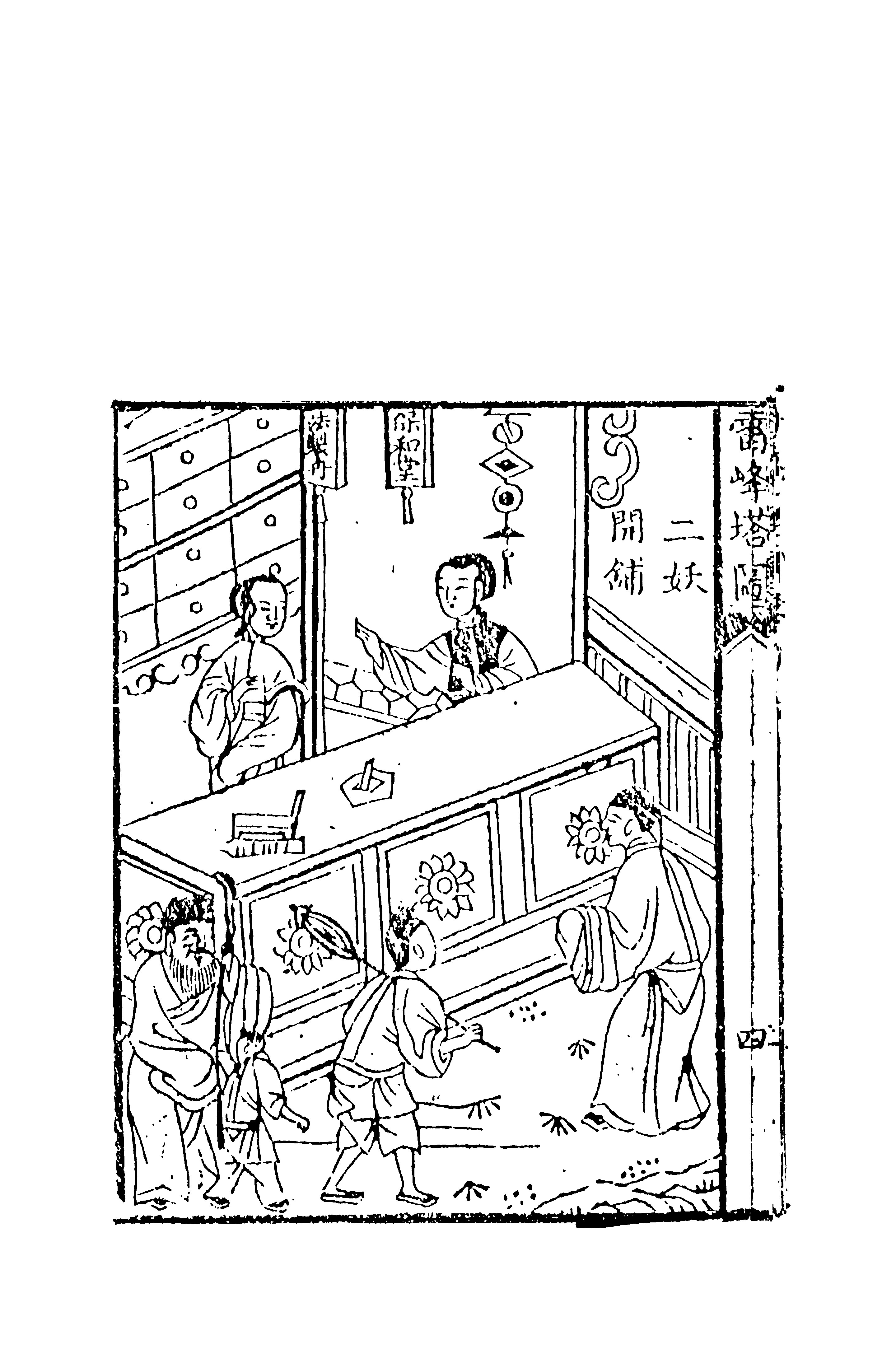
二妖開鋪
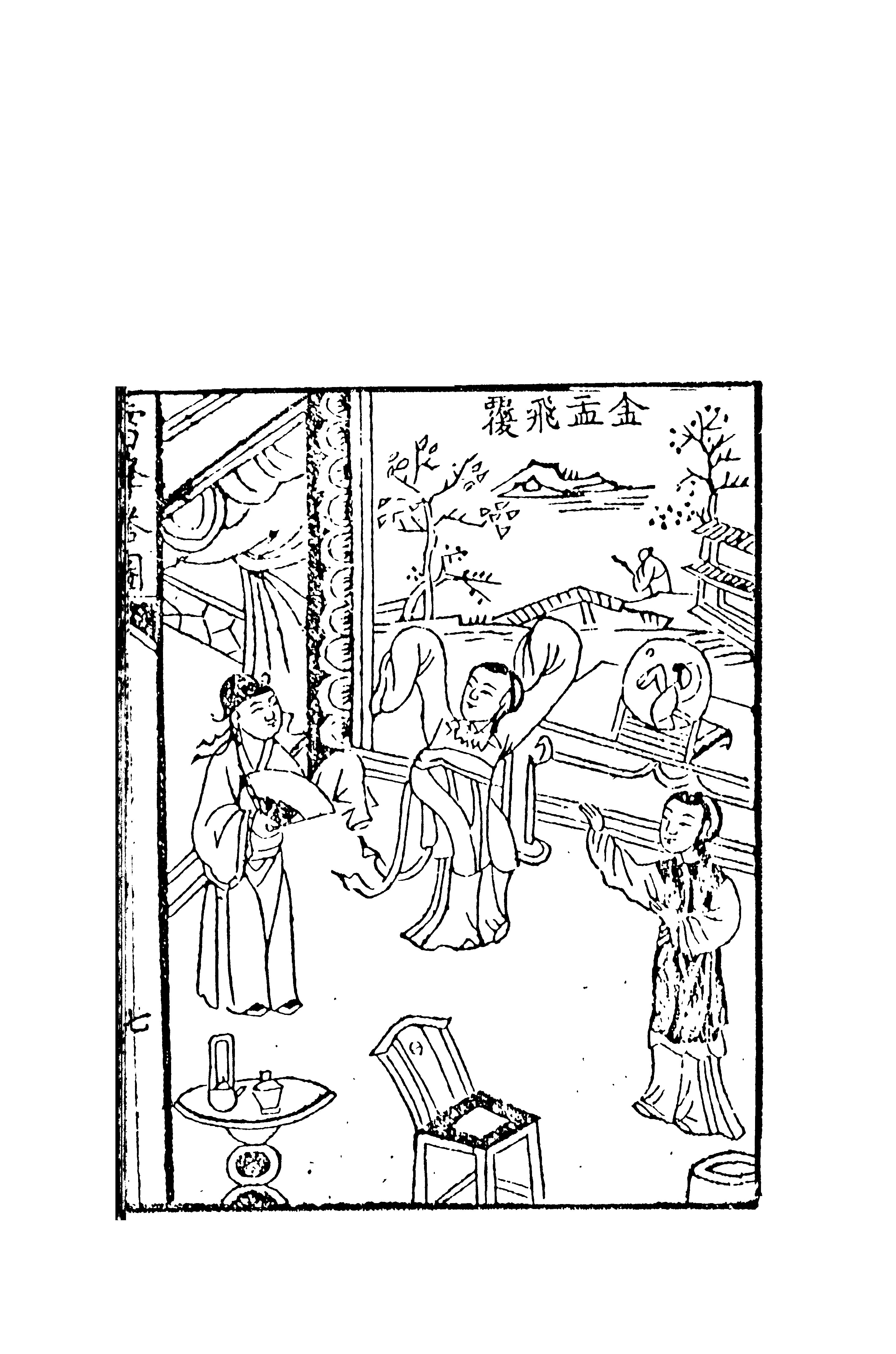
金盂飛覆
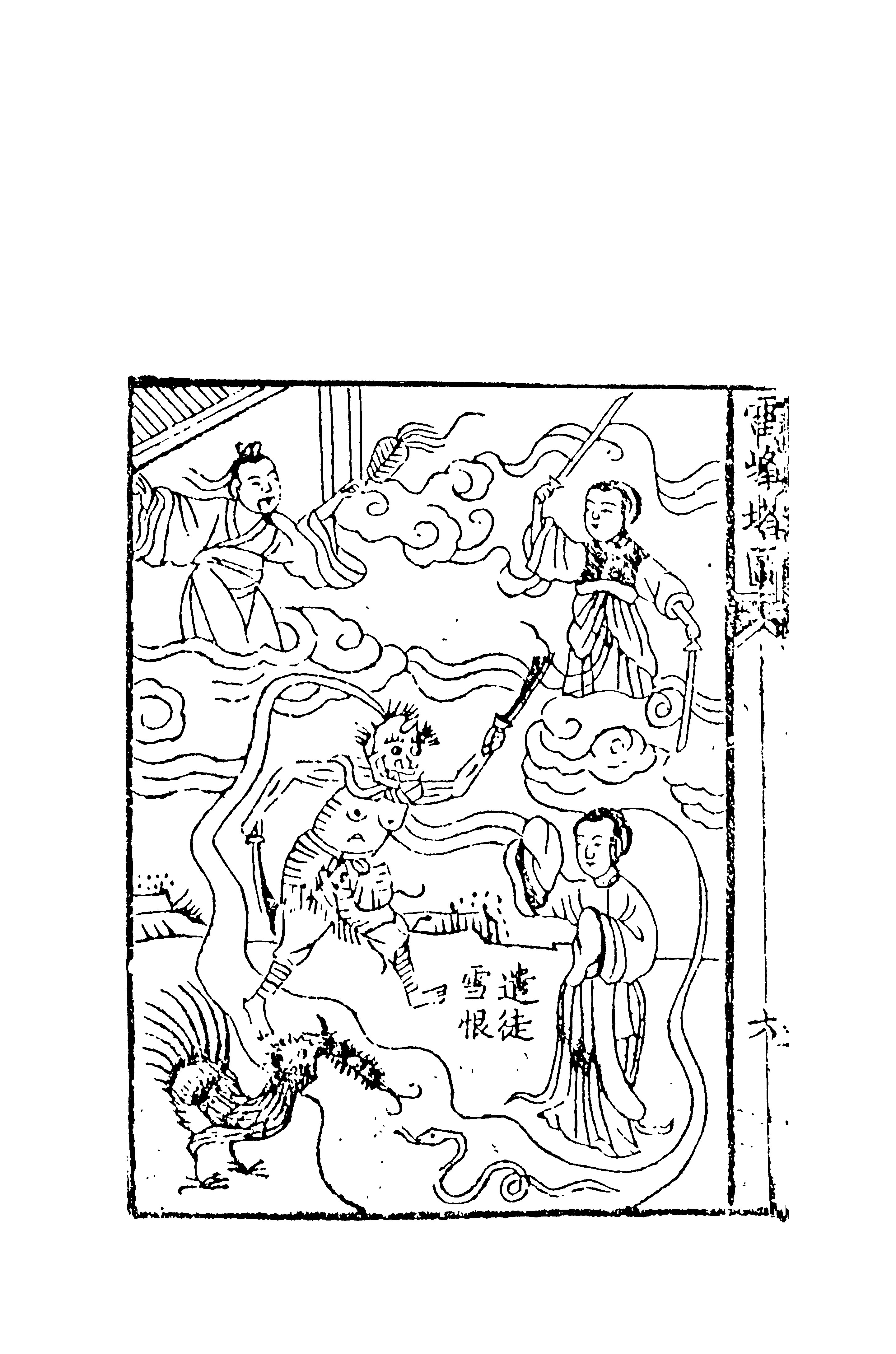
遣徒雪恨
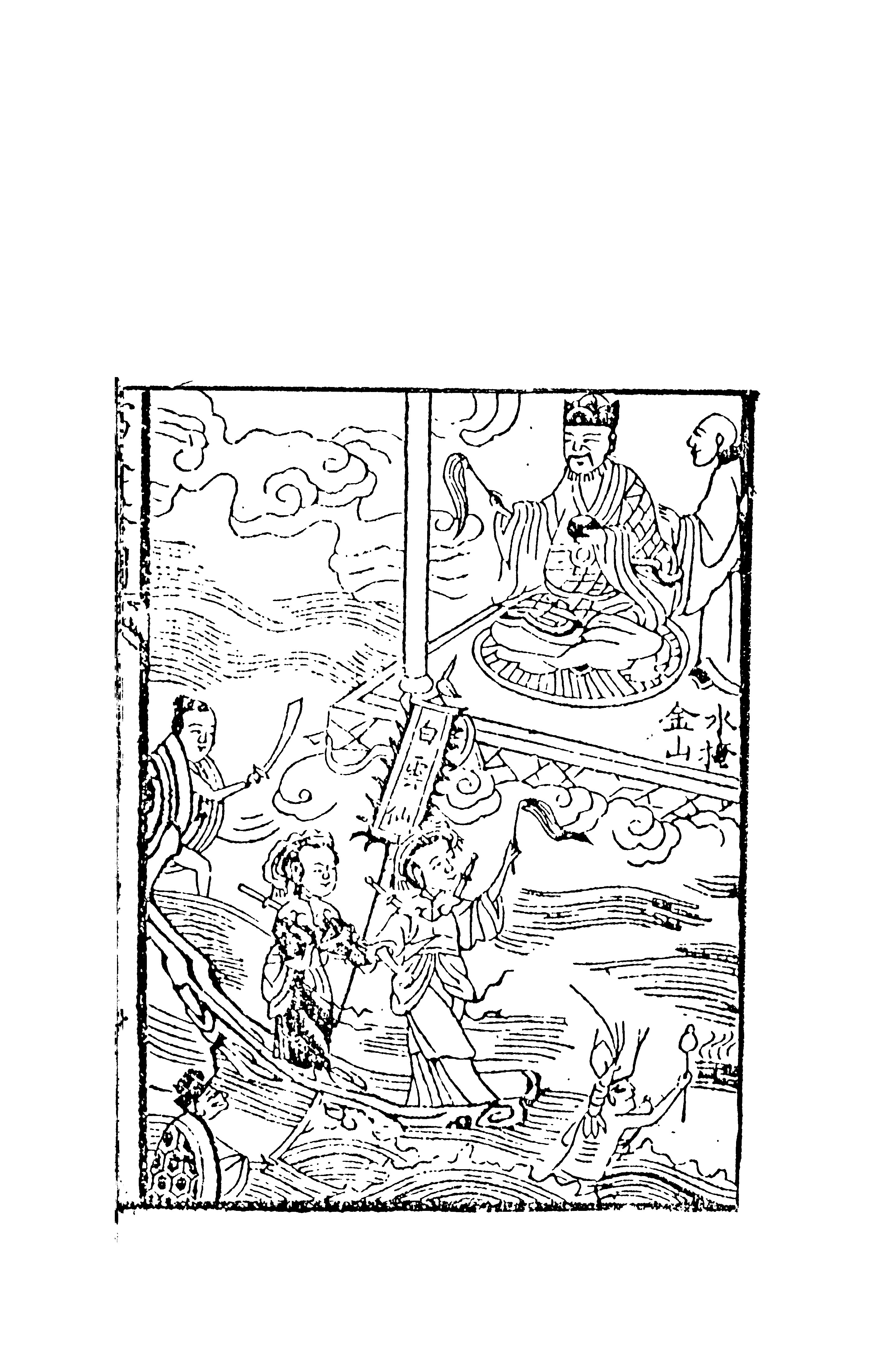
水淹金山
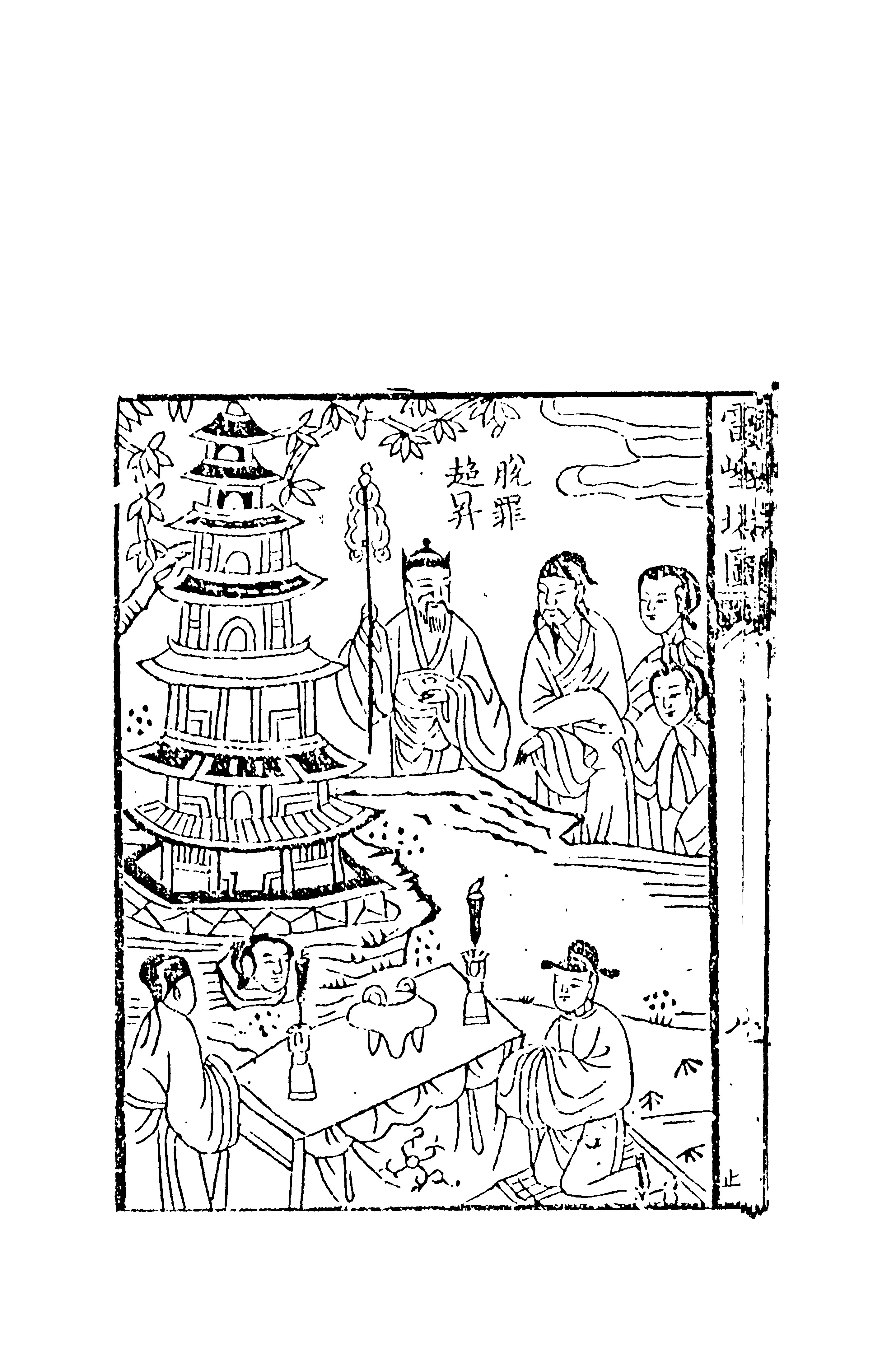
脫罪超昇
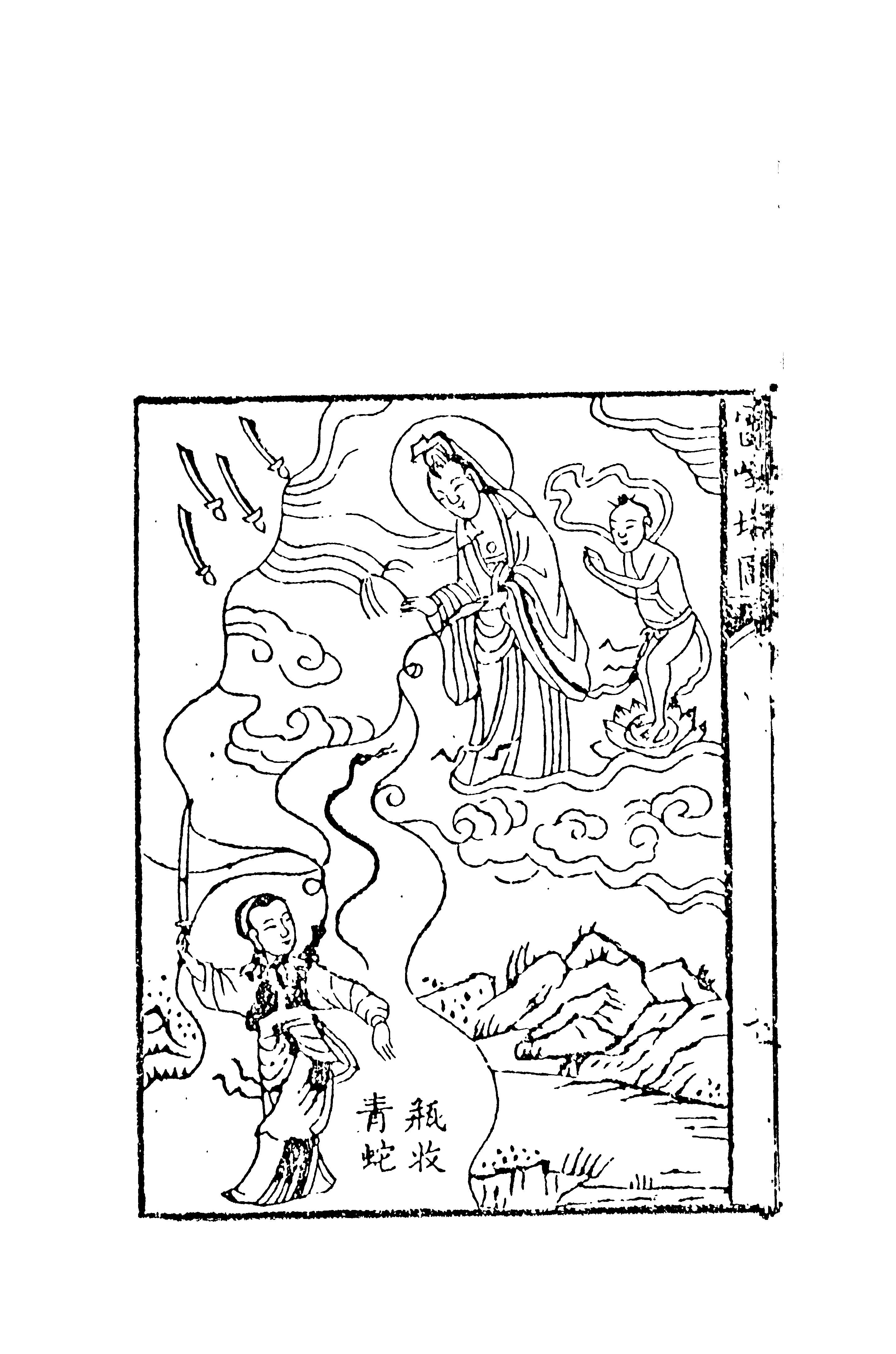
瓶收青蛇
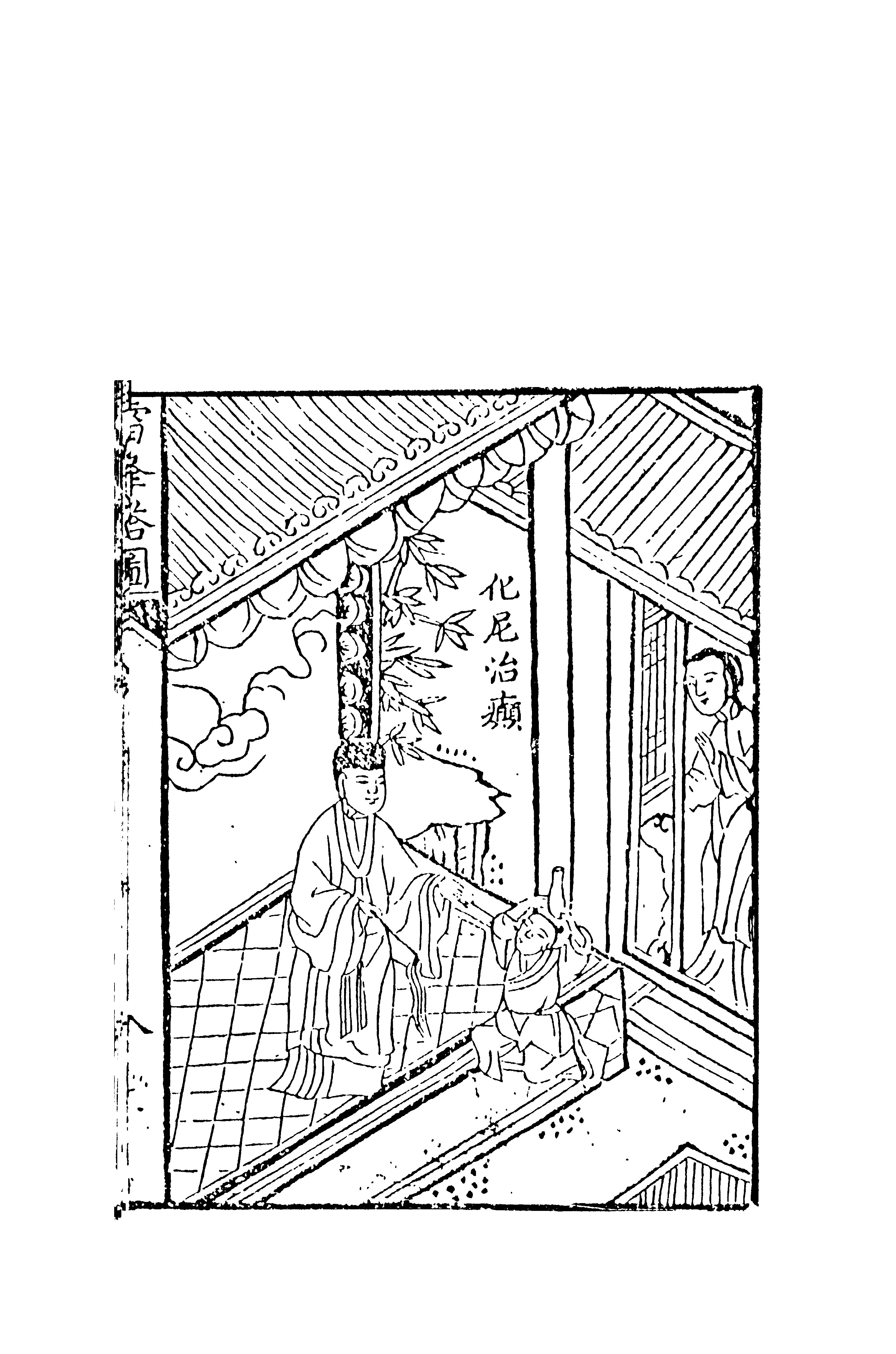
化尼治癲